# Andělská Hora (Karlovy Vary-i járás)
Andělská Hora község Csehországban, a Karlovy Vary-i járásban. Andělská Hora Karlovy Vary, Pila, Šemnice és Stružná településekkel határos. Lakosainak száma 398 fő (2024. január 1.).

## Népesség
A település lakosságának változását az alábbi diagram mutatja:
| Lakosok száma | 1002 | 953  | 777  | 287  | 215  | 294  | 333  | 372  | 390  | 398  |
|               | 1869 | 1900 | 1921 | 1961 | 1980 | 2011 | 2016 | 2019 | 2021 | 2024 |